# 太田出版
株式会社太田出版（おおたしゅっぱん）は、東京都新宿区にある出版社。

## 概要
1985年、当時芸能事務所の太田プロダクションに所属していたビートたけしの本を出版する目的で、太田プロダクション出版部から有限会社太田出版として独立し、後に株式会社になる。サブカルチャー系の書籍や漫画を中心に、文芸や学術書など幅広く出版している。

## 定期刊行物
- Quick Japan
- CONTINUE
- ケトル
- マンガ・エロティクスF
- atプラス
- d/sign

## Web雑誌
- Ohta Web Comic

## 出版物一覧
- 『たけしの挑戦状攻略本(1)』（1987年）
- 『たけしの挑戦状攻略本(2)』（1987年）-攻略本(1)を再編集した改訂版[注釈 1]
- 『174,140円の教訓』（末井昭 1989年）
- 『監督たけし』（佐々木桂 1989年）
- 『気弱なギャンブラー』（蛭子能収 1990年）
- 『なんとかなるかも』（蛭子能収 1993年）
- 『東京サイテー生活－家賃月二万円以下の人々』（大泉実成 1993年）
- 『完全自殺マニュアル』（鶴見済 1993.7.05）[注釈 2]
- 『全国アホ・バカ分布考―はるかなる言葉の旅路』（松本修 1994年）
- 『無気力製造工場』（鶴見済 1994年）
- 『完全失踪マニュアル』（樫村政則 1994.10.19）
- 『ぼくたちの「完全自殺マニュアル」』（鶴見済 1994.2.18）
- 『夏の思い出』(山本直樹 1994年)
- 『マゾバイブル: 史上最強の思想』（観念絵夢 1996年）
- 『電波系』（根本敬+村崎百郎 1996年）[注釈 3]
- 『自殺直前日記』（山田花子 1996年）[注釈 4]
- 『怪談人間時計』（徳南晴一郎 1996年）
- 『消えたマンガ家』1巻-3巻（大泉実成、1996年-1997年）
- 『爆音に焦がれて 森且行の挑戦』（大泉実成 1997年）
- 『完本 地獄くん』(ムロタニツネ象 1997年)
- 『聖マッスル』(原作：宮崎惇　劇画：ふくしま政美 1997.6.20)
- 『孤客』（徳南晴一郎 1998年）
- 『檻のなかのダンス』（鶴見済 1998年）
- 『完全版 肉弾時代』(宮谷一彦 1998.7.17)
- 『バトル・ロワイアル』（高見広春 1999年4月21日）
- 『アストロ球団』復刻版（1999年 集英社から移籍出版）
- 『輝け！大東亜共栄圏』(駕籠真太郎 1999.6.15)
- 『フェミニズム セックスマシーン』(砂 2000.2.23)
- 『実録企画モノ』（卯月妙子 (2000/04))
- 『ラヴレター・フロム彼方』(早見純 2000.8.17)
- 『テレビばかり見てると馬鹿になる』(山本直樹 2000.11.24)
- 『方舟』(しりあがり寿 2000.12.08)
- 『駅前花嫁』（駕籠真太郎 2000.12.15）)
- 『新家族計画 Vol.1』（卯月妙子 2001年）
- 『と学会年鑑2001』（ と学会 2001年1月）
- 『トンデモ超常現象56の真相』（と学会 2001年8月)
- 『トンデモ本の世界R』（と学会 2001年10月)
- 『と学会年鑑2002』（と学会 2002年2月)
- 『カリクラ―華倫変倶楽部 （上）』 （華倫変 2002年4月）
- 『カリクラ―華倫変倶楽部 （下）』 （華倫変 2002年5月）
- 『サディスト神様マゾヒスト仔羊』(羽央 2002.8.22)
- 『高速回線は光うさぎの夢を見るか?』 （華倫変 2002年9月）
- 『ポルノ青春狂走曲』(やまだないと 2002.10.24)
- 『新家族計画 Vol.2』（卯月妙子 2002年）
- 『大葬儀』（駕籠真太郎 2002年）
- 『と学会年鑑BLUE』（と学会 2003年5月)
- 『喜劇駅前虐殺』（駕籠真太郎 2003年）
- 『駅前浪漫奇行』（駕籠真太郎 2003年）
- 『赤い文化住宅の初子』(松田洋子 2003.6.19)
- 『春ノ虫虫』(田村マリオ 2003.10.23)
- 『封印作品の謎』（安藤健二 2004年）
- 『ゲームセンターCX』（2004.12.01）
- 『トンデモ本の世界S』（と学会 2004年6月)
- 『トンデモ本の世界T』（と学会 2004年6月)
- 『スエイ式人生相談』（末井昭 2004年）
- 『奇人画報』（駕籠真太郎 2004年）
- 『かすとろ式』（駕籠真太郎 2005年）
- 『ゆれつづける』(松本次郎 2005年)
- 『殻都市の夢』(鬼頭莫宏 2005.11.21)
- 『封印作品の謎2』(安藤健二 2006年）
- 『永遠の0』（百田尚樹 2006年）
- 『リストランテ・パラディーゾ』(オノ・ナツメ 2006.5.17)
- 『ライチ☆光クラブ』（古屋兎丸 2006.6.21）
- 『ドヒー!おばけが僕をぺんぺん殴る!』（押切蓮介 2006年）
- 『ゲームセンターCX2』（2006年）
- 『虹ヶ原ホログラフ』(浅野いにお 2006.7.25)
- 『殺殺草紙 大江戸無残十三苦』(駕籠真太郎 2006.7.26)
- 『おばけのおやつ』（押切蓮介 2006.10.14）
- 『まんカス』(漫☆画太郎 2006.10.27
- 『ゲームセンターCX3』2007.1.31）
- 『掃除当番』(武富健治 2007.3.08)
- 『革命家の午後』(松本次郎 2007.7.18)
- 『デメキング 完結版』(いましろたかし 2007.7.19)
- 『ヒロモト森一短編集』(ヒロモト森一 2007.8.30)
- 「ブラッドハーレーの馬車』(沙村広明 2007.12.17)
- 『昔の話』(藤原薫 2008.3.21)
- 『2週間のアバンチュール』(中村明日美子 2008.4.23)
- 『自殺サークル』（古屋兎丸 2008年)
- 『ケーキを買いに』(河内遙 2009.5.14)
- 『シンプルノットローファー』(衿沢世衣子 2009.5.21)
- 『逆光の頃 新装版』(タナカカツキ 2009.7.30)
- 『ピコピコ少年』（押切蓮介 2009.9.17）
- 『べっちんとまんだら』(松本次郎 2009.11.26)
- 『メカ硬派』(田中圭一 2010.10.21)
- 『バンさんと彦一』(長尾謙一郎 2010.11.25)
- 『神の子供』(西岡兄妹 2010.11.30)
- 『トゥー・エスプレッソ』(高浜寛 2010.4.21)
- 『寝ても醒めても』(陽気婢 2011.2.17)
- 『ミッドナイト・ウォーク』(榎屋克優 2011.8.18)
- 『はるかぜちゃんのしっぽ（ω』(春名風花 2011.8.25)
- 『ピコピコ少年TURBO』（押切蓮介 2011.11.29）
- 『ぼくらの☆ひかりクラブ 上（小学生編）』（古屋兎丸 2011年11月29日）
- 『プリコロ』(魔夜峰央 2012.7.25 )
- 『ぼくらの☆ひかりクラブ 下（中学生編）』（古屋兎丸 2012年4月19日）
- 『ロールスロイスラジオ』(小野塚カホリ 2002.11.15)
- 『さきくさの咲く頃』(ふみふみこ 2012.11.15)
- 『輝け!大東亜共栄圏』（駕籠真太郎 2013年）
- 『殺殺草紙 大江戸無残十三苦』（駕籠真太郎 2013年）
- 『殺殺草紙 大江戸奇想天外』（駕籠真太郎 2013年）
- 『猫はやっぱり死んでいる』(西川聖蘭　2013.3.20)
- 『８月のソーダ水』(コマツシンヤ 2013.5.16)
- 『その男、甘党につき』(えすとえむ 2013.7.25)
- 『おとこのことおんなのこ』(米代恭 2013.11.28)
- 『バベルの図書館』(つばな 2014.1.22)
- 『ミミクリ』(ai7n 2014.9.18)
- 『誰も懲りない』(中村珍 2014.2.18)
- 『冗談だよ、バカだな 岸虎次郎作品集』(岸虎次郎 2014年)
- 『この世界には有機人形がいる』(蜈蚣Melibe 2014年)
- 『超動力蒙古大襲来』（駕籠真太郎 2014.5.16）
- 『こいのことば』(緑のルーペ 2014年)
- 『春風のスネグラチカ』(沙村広明 2014.7.10)
- 『高校生のブルース』(劔樹人 2014.7.17)
- 『きのこ人間の結婚』(村山慶 2014.11.29)
- 『ピコピコ少年SUPER』（押切蓮介 2015年）
- 『パンティストッキングのような空の下 うめざわしゅん作品集成』(うめざわしゅん 2015年)
- 『絶歌』（元少年A 2015年）[注釈 5]
- 『青春と憂鬱とゾンビーー古泉智浩ゾンビ物語集』(古泉智浩 2015年)
- 『ニンフ』(今日マチ子 2015.4.09)
- 『どうにかなる日々 新装版 みどり』(志村貴子 2015.4.14)
- 『敗戦悲劇』(のぞゑのぶひさ 2015.8.04)
- 『誰でもないところからの眺め』(いがらしみきお 2015.9.11)
- 『世界の終わりのいずこねこ』(西島大介 2015.3.07)
- 『本が好き子さん』(なるあすく 2015.11.04)
- 『完全版 江豆町――ブリトビラロマンS』(小田扉 2016.3.01)
- 『おふろどうぞ』(渡辺ペコ 2016.3.09)
- 『十代の性典 山田参助青春傑作選』(山田参助2016.4.19)
- 『Marieの奏でる音楽』(古屋兎丸 2016.4.19)
- 『イキガミ様』(TAGRO 2016.5.23)
- 『輝け！大東亜共栄圏 完全版』(駕籠真太郎 2016.7.07)
- 『寝台鳩舎』(鳩山郁子 2016.11.16)
- 『クリームソーダシティ 完全版』(長尾謙一郎 2017年)
- 『信長と弥助 本能寺を生き延びた黒人侍』(ロックリー・トーマス著 不二淑子訳 2017.2)
- 『真説★世界史大全』(駕籠真太郎 2017.3.15)
- 『創作あーちすと NON』 (のん 2017.3.16)
- 『エロマンガ表現史』(稀見理都 2017.11.01)
- 『鉄工所にも花が咲く』(野村宗弘 2017.12.06)
- 『センネン画報 +10 years』(今日マチ子 2018.6.15)
- 『それはただの先輩のチンコ』(阿部洋一 2018.7.18)